# شراء الوادي (حبيش)

تعديل مصدري - تعديل

شراء الوادي محلة تابعة لقرية نجد السبيح، التابعة لعزلة بني شبيب بمديرية حبيش إحدى مديريات محافظة إب في الجمهورية اليمنية، بلغ تعداد سكانها 131 حسب تعداد اليمن لعام 2004.